# Vertige de l'amour (chanson)
Pour les articles homonymes, voir Vertige de l'amour.
Singles de Alain Bashung
Gaby oh Gaby
(1980) Rebel
(1981)
Pistes de Pizza
Privé Rebel
Vertige de l'amour est une chanson française interprétée par Alain Bashung, sortie en 1980. Écrite par Boris Bergman et composée par Bashung, elle est le premier single du troisième album studio de Bashung, Pizza (1981).
Enregistrée en septembre 1980 au Studios Rockfield dans le pays de Galles, la chanson atteint en mars 1981 la seconde place des ventes en France, s'écoulant à plus de 700 000 exemplaires.

## Thèmes
Avec son parolier Boris Bergman, le chanteur Alain Bashung utilise dans ce titre un langage fait d'écriture automatique, d'images abstraites, de double-sens, de propos surréalistes et de calembours. Par exemple : « Si ça continue j'vais m'découper » au lieu de « j'vais me casser », puis il ajoute : « suivant les pointillés ».

## Reprises et adaptations
En 1984, le chanteur Johnny Hallyday interprète le titre Casualty Of Love, l'adaptation anglaise de Vertige de l'amour faite par Stephen Stapley, sur l'album En V.O..

## Dans la culture populaire
- Dans le film On connaît la chanson (1997) d'Alain Resnais, le titre est chanté en play-back par André Dussollier, à cheval en tenue de garde républicain.
- Dans le film Bis (2015) de Dominique Farrugia, la chanson est écoutée par le personnage de Kad Merad lorsque celui-ci redevient jeune.